# HD189832
HD189832 — хімічно пекулярна зоря спектрального класу A6, що має видиму зоряну величину в смузі V приблизно  6,9.
Вона  розташована на відстані близько 753,2 світлових років від Сонця.

## Пекулярний хімічний склад
Зоряна атмосфера HD189832 має підвищений вміст 
Cr
.